# Ciliocincta
Ciliocincta is een geslacht in de taxonomische indeling van de Orthonectida. Deze minuscule parasieten hebben geen weefsels of organen en bestaan uit slechts enkele tientallen cellen.
Het organisme behoort tot de familie Rhopaluridae. Ciliocincta werd in 1965 omschreven door Kozloff.